# Großer Landsberg
Großer Landsberg är ett berg i Österrike.   Det ligger i distriktet Kirchdorf och förbundslandet Oberösterreich, i den centrala delen av landet, 160 km väster om huvudstaden Wien. Toppen på Großer Landsberg är 899 meter över havet, eller 406 meter över den omgivande terrängen. Bredden vid basen är 2,2 km.
Terrängen runt Großer Landsberg är huvudsakligen kuperad. Närmaste större samhälle är Steyr, 19,7 km nordost om Großer Landsberg. 
I omgivningarna runt Großer Landsberg växer i huvudsak blandskog. Runt Großer Landsberg är det ganska glesbefolkat, med 45 invånare per kvadratkilometer.